# Schwedlerkuppel

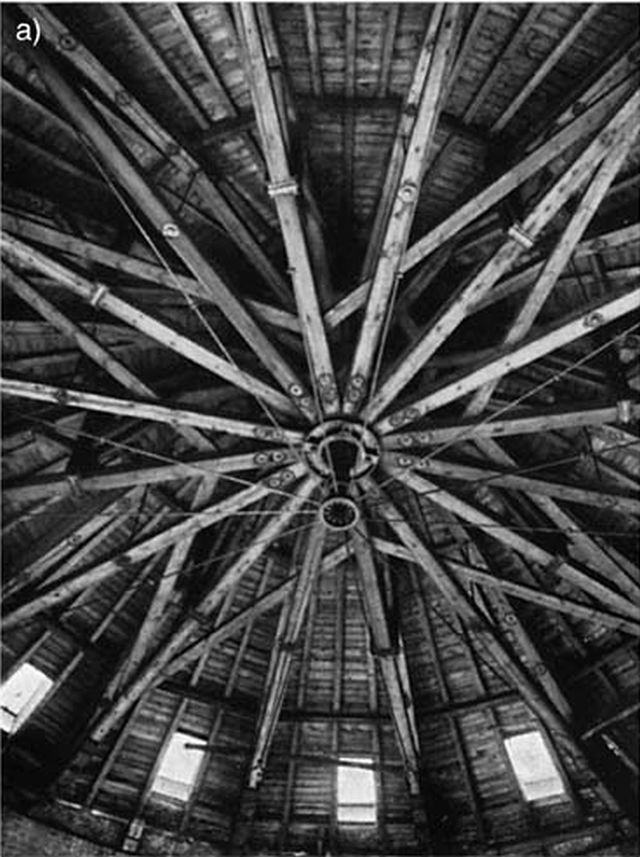
Bild 1: Weitgespanntes Dach über polygonalem Grundriss, mit durch schmiedeeisernen Zugstangen unterspannten Holzbindern

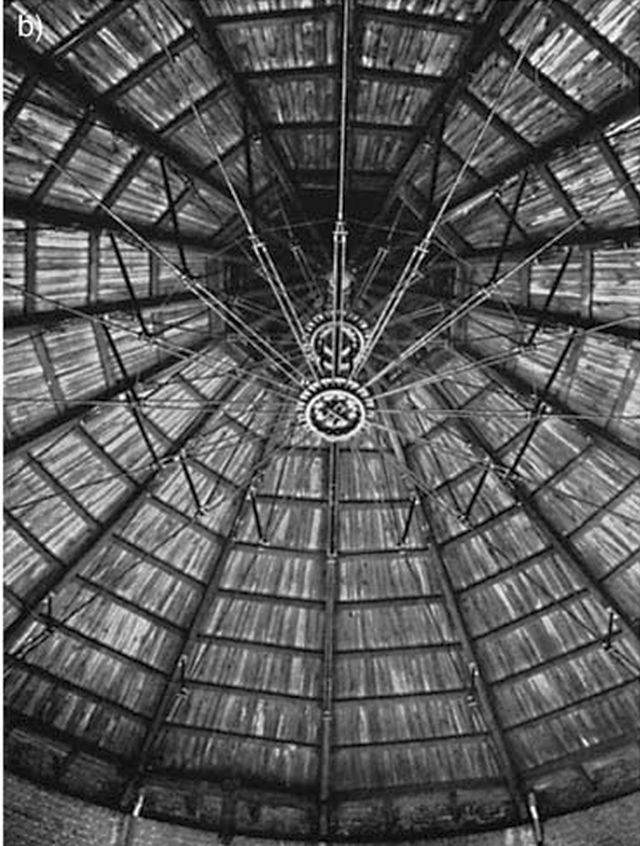
Bild 2: Weitgespanntes Dach über polygonalem Grundriss, Ersatz der Holzbinder durch eiserne Binder

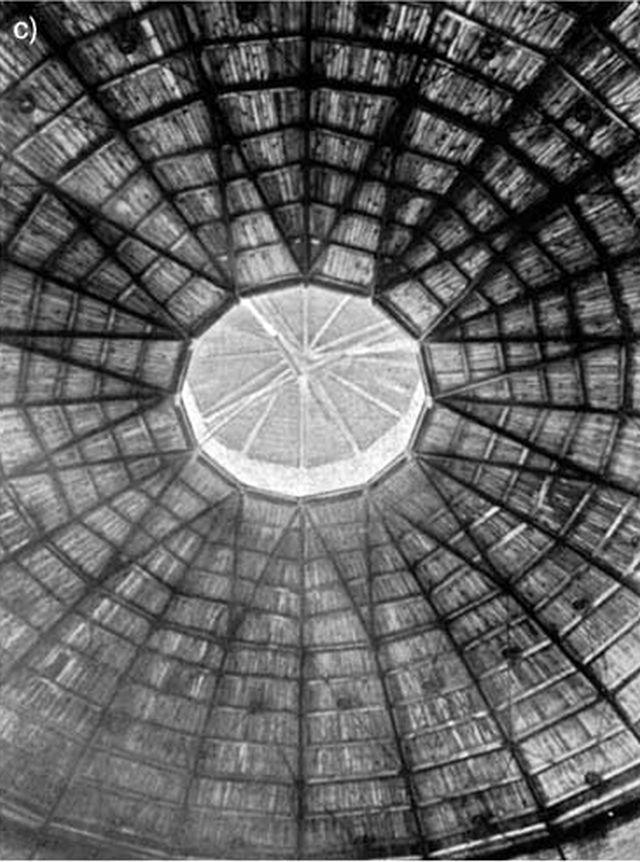
Bild 3: Erste Schwedlersche Kuppel

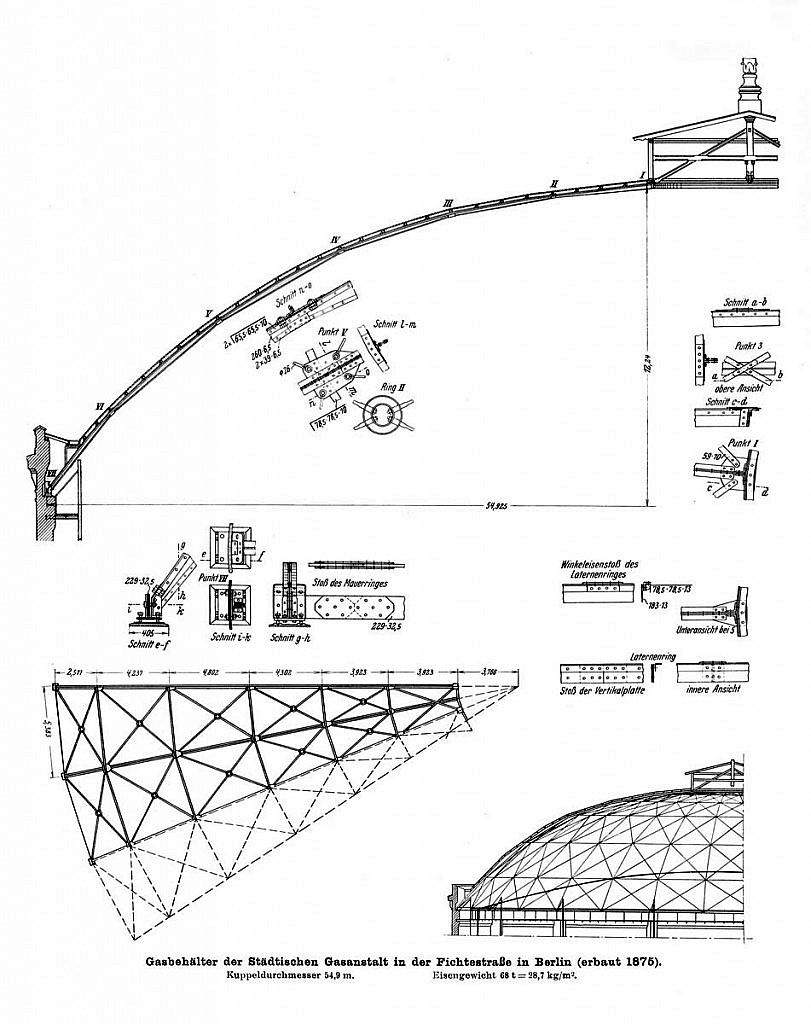
Bild 4: Entwurf der Schwedlerkuppel über dem Gasbehälter der städtischen Gasanstalt in der Fichtestraße, Berlin-Kreuzberg

Eine Schwedlerkuppel ist eine Kuppel, die aus einem Eisengerüst aus radialen Sparren, Querstreben und kreuzweise diagonal verlaufenden Zugstangen konstruiert ist. Benannt ist sie nach ihrem Erfinder, dem preußischen Ingenieur und Brückenkonstrukteur Johann Wilhelm Schwedler.

## Geschichte
1851 schlug Johann Wilhelm Schwedler durch seine – unabhängig von Karl Culmann (1821–1881), Squire Whipple (1804–1888) und Dmitri Iwanowitsch Schurawski (1821–1891) entwickelte – Fachwerktheorie ein neues Kapitel der Baustatik auf. Die Fachwerktheorie beschränkte sich bis Ende des 19. Jahrhunderts auf ebene Systeme. Räumliche Tragsysteme von Bauwerken wie etwa Industriehallen, Bahnhöfe und Brücken besaßen eine orthogonale Struktur, sodass eine Zerlegung in ebene Systeme ausreichte. Hinzu kam, dass das räumliche Ingenieurdenken seit Beginn des 19. Jahrhunderts durch das die Darstellende Geometrie beherrschende Verfahren der orthogonalen Projektion in Form der technischen Zeichnung geschult war. Als Erster überwand Schwedler dieses Problem der zeichnerischen Zweidimensionalität mit der brillanten Kraft und Klarheit seiner räumlichen Anschauung – der „stereometrischen Phantasie“, wie er diese Gabe zu nennen pflegte.
Auch bei Kuppelbauten fand die räumliche Lastabtragung zunächst keine Berücksichtigung, da die radial angeordneten Binder mit Hilfe der ebenen Statik analysiert wurden. Eine solche Kuppel über dem Gasbehälter der Imperial Continental Gas Association in Berlin (Hellweg Nr. 8 – heute: Gitschiner Straße 19) stürzte 1860 während der Montage ein; Schwedler verbesserte die ein Jahr später wiedererrichtete Kuppelkonstruktion, beschritt aber den konventionellen Weg. Für denselben Auftraggeber vollzog er mit der 1863 fertiggestellten Kuppel über dem Gasbehälter in der Holzmarktstraße 28 in Berlin als erster Ingenieur den Übergang zur räumlich wirkenden Kuppel, die als Schwedler-Kuppel in die Fachliteratur eingehen sollte. In der Versammlung des Berliner Architekten-Vereins am 31. Januar 1863 hielt Schwedler einen Vortrag über die Theorie der Kuppelgewölbe, die seiner statischen Berechnung zugrunde lag; am 23. Mai 1863 berichtete er dort über seine neuartige Kuppelkonstruktion und forderte den Architekten-Verein zur Besichtigung auf. Bild 1 zeigt die Entwicklungsgeschichte von weitgespannten Dächern über polygonalem Grundriss, beginnend mit durch schmiedeeisernen Zugstangen unterspannten Holzbindern, sodann Ersatz der Holzbinder durch eiserne Binder (Bild 2) und schließlich das nach einem kubischen Rotationsparaboloid geformte eiserne Raumfachwerk Schwedlers (Bild 3). Zur Überspannung des Behälterdurchmessers von 30,38 m benötigt Schwedler nur 20,6 t Eisen – das sind 28,4 kg/m².
1866 berichtete Schwedler über sein erstes Raumfachwerk und fünf weitere Schwedler-Kuppeln und schuf nicht nur ihre Theorie, sondern gab ein vereinfachtes baustatisches Rechenverfahren an. Schwedler entwickelte die Membrantheorie für axialsymmetrisch geformte und belastete Schalen und rechnete die Membrankräfte auf die Längen- und Breitenkreise um. Er verwandelte sein hochgradig statisch unbestimmtes Raumfachwerk in ein berechenbares baustatisches Modell, indem er das Stabwerk zu einer statisch bestimmten rotationssymmetrischen Membranschale „verschmierte“, welche allein mit den Gleichgewichtsbedingungen beschrieben werden kann. Was berechenbar ist, wird gebaut. Seit 1863 erfreuten sich Schwedler-Kuppeln einiger Beliebtheit und bildeten bis zur Mitte des vorigen Jahrhunderts einen Gegenstand baustatischer Theoriebildung. Schwedler selbst realisierte zahlreiche Dächer mit seinem Kuppelsystem. Hier seien nur zwei Schwedler-Kuppeln erwähnt, die noch heute bewundert werden können: die 1863 entstandene Kuppel der Neuen Synagoge (Berlin-Mitte, Oranienburger Straße 28–30; Bild 5) und das 1875 fertiggestellte Dach der städtischen Gasanstalt in der Fichtestraße (Gasometer Fichtestraße) in Berlin-Kreuzberg (Bild 6). Die letztgenannte Kuppel besitzt einen Durchmesser von 54,9 m und einen Stich von 12,2 m: Dafür benötigte Schwedler nur 68 t Eisen, also 28,7 kg/m². So lassen diese sonderbaren Gespinste aus Raum und Zeit das ferne Licht der Geschichte aufscheinen (Walter Benjamin).
In der Meisterschaft des strukturalen Komponierens von eisernen Tragwerken blieb Schwedler zu seinen Lebzeiten unübertroffen. Wesentliches Moment dieses Kompositionsprozesses ist seine konstruktionsorientierte Baustatik, in deren Mitte Schwedler statisch bestimmte Systeme stellt. In ihrem Buch „Vom Eisenbau zum Stahlbau“ überschrieb Ines Prokop den Abschnitt über die Etablierungsphase der Baustatik und des Eisenbaus (1850–1875) – d. h. der konstruktionsorientierten Baustatik – treffend mit „‘Statisch bestimmt‘ bestimmt das Tragwerk“. Schon in den frühen 1860er Jahren avancierte Schwedler zum Protagonist dieser Entwicklungsphase: Die von Schwedler zu einer rotationssymmetrischen Membranschale modellierte Kuppel ist ein statisch bestimmtes System; ein für die Baupraxis noch Wichtigeres ist das Dreigelenksystem, dessen historisch-logische Entfaltung im 19. Jahrhundert Werner Lorenz herausschälte

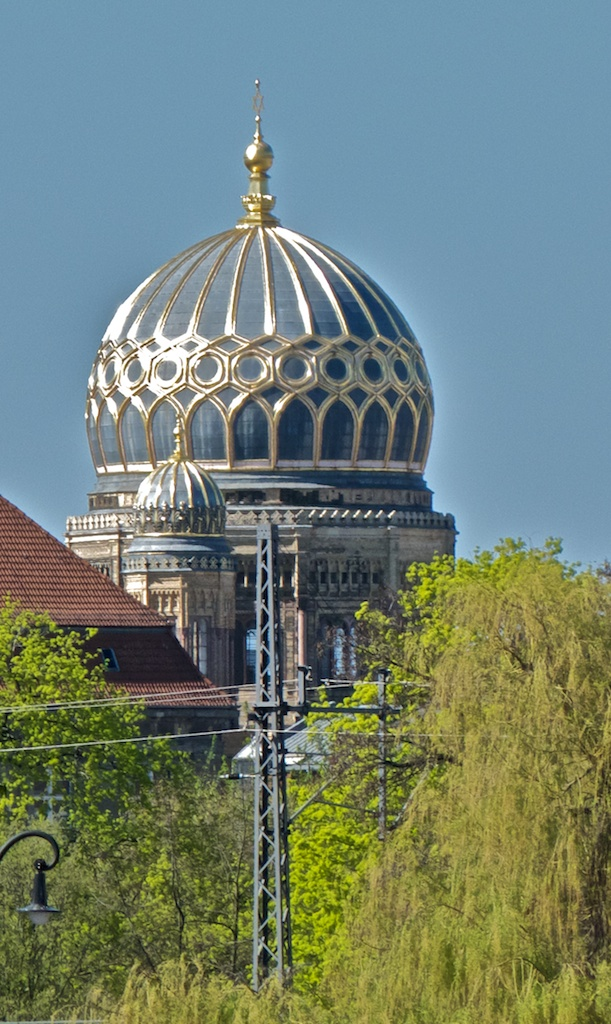
Bild 5: Kuppel der Neuen Synagoge (Berlin-Mitte, 1863)
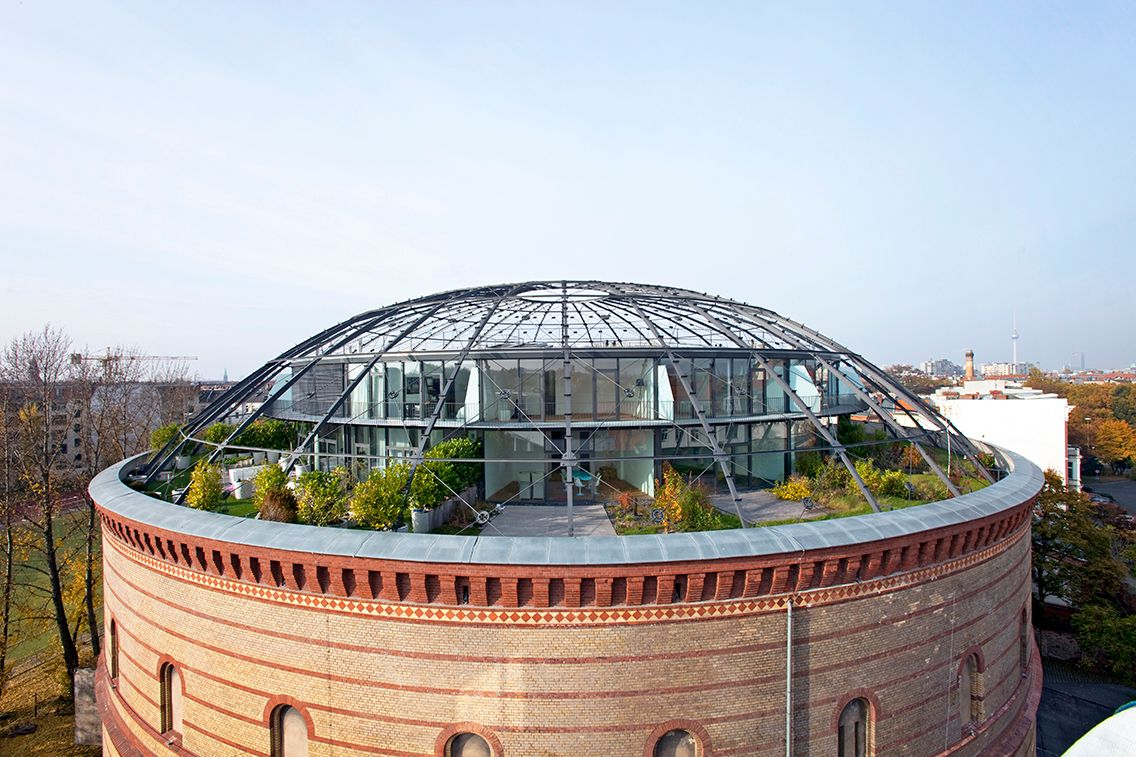
Bild 6: Gasometer Fichtestraße in Berlin-Kreuzberg, 1875